# Groninger Kanovereniging
De Groninger Kanovereniging (GKV) is een kanovereniging gevestigd in Haren. De vereniging is aangesloten bij het Watersportverbond. Vanaf steigers bij het verenigingsgebouw kan gevaren worden naar het Paterswoldsemeer en Hoornsemeer. Daarnaast is er via het Noord-Willemskanaal een vaarverbinding met Groningen.

## Geschiedenis
De Groninger Kanovereniging is in 1969 gevormd door een groep van dertien kanoërs. Een jaar later, op 16 december 1970, werd de vereniging officieel opgericht.
Het eerste clubgebouw was een schuur aan de Hoornsedijk, aan het Paterswoldsemeer. Na tweemaal een pand te hebben verloren aan brand werd in 1997 het huidige clubgebouw in Haren in gebruik genomen.

## Disciplines
Niet elke kanovereniging doet mee aan dezelfde activiteiten. Dit heeft voornamelijk te maken met de ligging van de vereniging ten opzichte van rivieren en (wadden)zee. De vereniging organiseert kanosportactiviteiten in de volgende disciplines.
- Kanopolo
- Vlakwater wedstrijdvaren
- Toervaren
- Zeekajakvaren

## Kampioenschappen
In september 2015 is het heren kanopoloteam voor de derde keer op rij nationaal kampioen geworden en heeft zich daarmee geplaatst voor de Europese clubkampioenschappen in Polen.

## Evenementen
Naast veel clubtochten organiseert de vereniging jaarlijks de Stad en Ommelandtocht, een tocht waarbij gedurende een week door de provincie Groningen gevaren en gekampeerd wordt.